# Bardylis
Bardylis (* um 450 v. Chr.; † 358 v. Chr.) war ein König des antiken Stammes der Illyrer. In hohem Alter verlor er Schlacht und Leben gegen den aufstrebenden Makedonenkönig Philipp II.

## Leben
Der dem illyrischen Volksstamm der Dardaner angehörige Bardylis war von niedriger Herkunft und soll zuerst als Kohlenarbeiter tätig gewesen sein. Zeitweilig führte er als Rebell Kriege gegen den illyrischen König Syrrhas. Er dürfte sodann einer der Feldherren der Illyrer bei jenem Einfall in Makedonien gewesen sein, der um 393 v. Chr. erfolgte und Amyntas III. für einige Zeit die Herrschaft über sein Reich kostete. Als König betrieb Bardylis wie sein Vorgänger eine militärisch aggressive Politik, operierte dabei aber wahrscheinlich nicht mit einem Adelsheer, sondern mit einer aus Berufskriegern bestehenden Armee. Er begründete wohl eine Dynastie und führte die Macht der Illyrer zur Blüte. Nicht nur die Makedonen, sondern auch die Epiroten mussten ihm Tribute zahlen. Als Perdikkas III. 360/359 v. Chr. einen Feldzug gegen die Illyrer unternahm, um deren Oberhoheit abzuschütteln, wurde er in einer Schlacht von Bardylis völlig besiegt und verlor zusammen mit 4000 Makedonen das Leben.
Nun trat Philipp II. die Herrschaft über Makedonien an. Sein Land war militärisch sehr geschwächt und seine Regierung von mehreren Prätendenten sowie äußeren Feinden bedroht. Gegenüber den Illyrern setzte er anscheinend zuerst auf den Verhandlungsweg und nahm Bardylis’ Enkelin oder Tochter Audata zur Gemahlin, die daraufhin den Namen Eurydike annahm. Aber bereits ein Jahr später hatte der Makedonenkönig seine Herrschaft soweit konsolidiert, dass er ein Heer von 10.000 Infanteristen und 6000 Kavalleristen aufbieten konnte, mit dem er gegen die Illyrer zog. Bardylis suchte zwar Friedensgespräche, war aber nicht zum von Philipp II. geforderten Abzug aus allen besetzten Gebieten Makedoniens bereit. Daher kam es 358 v. Chr. zu einer wohl in der Lynkestis ausgetragenen Schlacht. Philipp II. kommandierte den rechten Flügel und griff mit den Fußsoldaten die gegnerische Front an, während die Kavallerie die Illyrer von der Flanke her attackierte und die Entscheidung zugunsten der Makedonen herbeiführte. Die Illyrer erlitten eine schwere Niederlage, mussten 7000 Tote einschließlich ihres hochbetagten Königs Bardylis beklagen und die Territorien östlich des Ohridsees bis zur Lynkestis abtreten. Makedonien konnte sich damit von dem lange währenden illyrischen Joch befreien.
Ein weiterer Bardylis war wohl der Enkel des hier behandelten Illyrerkönigs und über seine Tochter Birkenna Schwiegervater des epirotischen Königs Pyrrhos.

## Neuzeit
Heute ist der illyrische Name Bardylis im Albanischen erhalten, u. a. als Vorname Bardhi („der Weisse“) und Bardhyl/Bardhyll („weißer Stern“). Bardh und Bardhyl(l) sind kognat zu Bardylis.